# Лоддиджз, Конрад
Конрад Лоддиджз (англ. Joachim Conrad Loddiges, 1738—1826) — английский ботаник и растениевод германского происхождения, коллекционер тропических растений. Основатель одного из знаменитых в XVIII и XIX веках питомников растений. В этом питомнике выращивались экзотические виды деревьев, кустарников, папоротников, пальм и орхидей, откуда они распространялись во многие сады по всей Европе.

## Биография
Конрад Лоддиджз родился в 1738 году в немецком городе Хильдесхайм, Нижняя Саксония. Его отец был садовником, работал в окрестностях Ганновера. Конрад сначала обучался в Нидерландах, а затем в возрасте 19 лет перебрался в Великобританию. 
В 1761 году Конрад переехал в лондонский пригород Хакни, где работал садовником у сэра Джона Сильвестера.
В 1771 году Лоддиджз стал хозяином оранжереи Джона Буша (1730—1838). Затем Конрад передал эту оранжерею своим сыновьям Уильяму и Джорджу Лоддиджзам.
Конрад Лоддиджз описал множество видов растений по образцам, собранным Джоном Бартрамом и Франсуа Мишо.

## Названы в честь Лоддиджза
В 1808 году Джон Симс назвал в честь Конрада Лоддиджза род бобовых Loddidgesia. Позже это название было включено в синонимику рода Hypocalyptus.